# Wijnborstmaina
De wijnborstmaina (Acridotheres leucocephalus; synoniem: Sturnus burmannicus) is een vogelsoort uit de familie Sturnidae. De vogel werd in 1870 door Enrico Giglioli en Tommaso Salvadori beschreven als aparte soort als Acridotheres leucocephalus. Later wordt de vogel in het geslacht Sturnus geplaatst en ook wel wordt de soort als ondersoort beschouwd van de Jerdons maina (A. burmannicus).

## Kenmerken
De vogel is 22 cm lang en lijkt sterk op Jerdons maina, met ook een zwart masker om het oog. Verder is de vogel dofgrijs van kleur en heeft een gele snavel en witte vlekken op de vleugel. De buik, borst, stuit en eindband van de staart hebben een doffe, licht wijnrode tint.

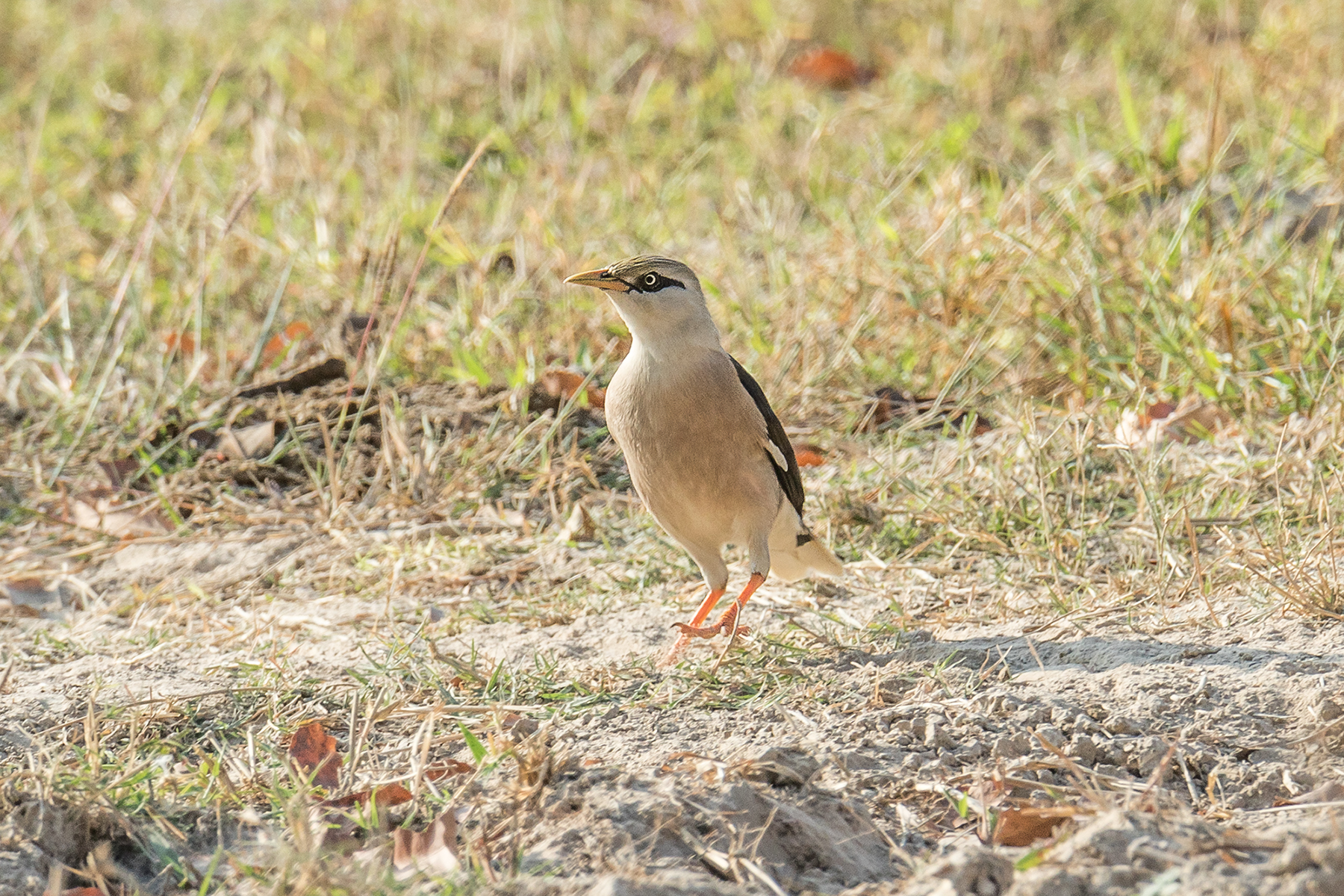
Acridotheres leucocephalus, Sukhothai, Thailand

## Verspreiding  en leefgebied
Deze soort komt voor in Thailand tot in Vietnam. De leefgebieden liggen bij bosranden, agrarisch landschap en terrein met grasland en struikgewas.